# جيرهارد هوفمان
جيرهارد هوفمان (بالألمانية: Gerhard Hoffmann)‏ (و. 1880 – 1945 م) هو فيزيائي، وأستاذ جامعي من ألمانيا . ولد في لوبيك . وكان عضواً في كتيبة العاصفة .
توفي في هاله (سكسونيا-أنهالت)، عن عمر يناهز 65 عاماً.

## التعليم
تعلم في جامعة غوتنغن، وجامعة كونيغسبرغ

## مناصب وهيئات
أدار جامعة لايبتزغ، وجامعة هاله.